# 放課後の先パイ
『放課後の先パイ』（ほうかごのせんパイ）は、2007年8月3日に有限会社グングニルのブランド「Noesis」より発売されたアダルトゲーム。
パッケージ版とダウンロード版の2種類があるが、中身は同じである。
パッケージ版の定価が2,100円、同ダウンロード版が1,800円（ともに消費税別）とアダルトゲームとしては安価な部類に入る。

## ストーリー
主人公・取手雅哉（とりで まさや）は、先輩の千歳真由美に憧れを抱いていたが、言い出せないでいた。
幼馴染の先輩で、真由美の親友である三咲さよこに相談したところ、一肌脱ぐと約束してくれた一方、「いざという時に困らないように」と本当に服を脱ぎだしてしまう。

## 登場人物
千歳 真由美（ちとせ まゆみ）
声：桜川未央
水泳部のエース兼生徒会長。勝気で裏表のない性格だが、恋愛に対しては消極的。以前から雅哉のことが気になっており、さよこのお陰で晴れて両想いでカップルになれたものの、積極的な雅哉にいつも押されてしまう。非常にプロポーションが良いが、本人は周りの視線が気になるのと、泳ぐのに巨乳が邪魔になることからあまり快く思っていない。さよこに「ちーちゃん」と呼ばれている。
三咲 さよこ（みさき さよこ）
声：中家志穂
雅哉の幼馴染で学校の先輩。雅哉からの相談に「いざという時のための指南役」を買って出る。普段はおっとりしているが、自身も雅哉にひそかな好意を持っているため、真由美とは対照的なタイプである。真由美に「さよ」と呼ばれている。

## スタッフ
- プロデューサー：杉菜水姫
- シナリオ：鈴鹿美弥
- 原画：珈琲貴族
- 音楽：Little Wing